# Roland Armontel
Auguste Louis Magnin dit Roland Armontel ou Armontel, né le 21 décembre 1901 à Vimoutiers et mort le 8 mars 1980 dans le 15e arrondissement de Paris, est un comédien français de théâtre et de cinéma.

## Biographie
Il débute très jeune grâce à son grand-père, qui possédait trois théâtres ambulants. Quelques jours après sa naissance, il « interprète » l'Enfant Jésus. Par la suite, son oncle lui fait jouer de petits rôles, comme Cosette dans Les Misérables. Enfant, il se produit aussi au cinéma dans des films Max Linder.
Alors qu'il jouait dans la pièce Arsène Lupin à Bruxelles, on lui conseille de monter à Paris. Les débuts sont difficiles mais il réussit à intégrer la troupe de Pile ou face de Louis Verneuil aux côtés d'Elvire Popesco et à être embauché par Max Maurey au théâtre des Variétés.
Au théâtre, il se produit dans de nombreuses pièces, en particulier  : Le Train pour Venise de Louis Verneuil, Les Jours heureux de Claude-André Puget, Bichon de Jean de Létraz, La Bonne Soupe de Robert Thomas, Messieurs mon mari, Mon bébé, Il faut marier maman, Une femme par jour, etc. Créateur de 129 pièces, il joua 300 rôles au théâtre au cours de sa carrière.
Sous l'Occupation, il dirige le théâtre de Paris.
Au cinéma, il apparaît dans plus de 80 films entre 1932 et 1979. Son premier vrai rôle est dans Touchons du bois (1925). Dans Les Gaîtés de l'escadron, il tourne aux côtés de Jean Gabin, Fernandel et Raimu. Même si la critique le salua pour son rôle de Célestin dans Le silence est d'or (1947) de René Clair, il resta cantonné aux seconds rôles.
Il est inhumé dans le cimetière d'Arcachon (carré 35), ville où il aimait passer ses vacances. Il avait épousé Claudette Béroud (1921-2013).

## Filmographie

### Cinéma
- 1932 : Les Gaietés de l'escadron de Maurice Tourneur : Barchetti
- 1933 : Touchons du bois de Maurice Champreux
- 1934 : Les Misérables de Raymond Bernard : Félix Tholomiès, père à jamais inconnu de Cosette
- 1934 : La Dame aux camélias de Fernand Rivers : Gaston
- 1935 : Dédé de René Guissart
- 1938 : Prisons de femmes de Roger Richebé : un domestique
- 1939 : Le Déserteur ou "Je t'attendrai" de Léonide Moguy : un soldat
- 1940 : Battement de cœur d'Henri Decoin : Firmin
- 1942 : Mam'zelle Bonaparte de Maurice Tourneur : Arsène
- 1942 : La Symphonie fantastique de Christian-Jaque : Eugène Delacroix
- 1944 : Les Petites du quai aux fleurs de Marc Allégret : le professeur
- 1944 : Florence est folle de Georges Lacombe : le professeur Wonder
- 1945 : La Boîte aux rêves d'Yves Allégret et Jean Choux : Amédée
- 1946 : Jéricho d'Henri Calef : Muscat
- 1946 : L'idiot de Georges Lampin : Louliane Timofeievitch Lebediev, l'ivrogne
- 1947 : L'arche de Noé d'Henri Lepage
- 1947 : Les Chouans d'Henri Calef
- 1947 : La Maison sous la mer d'Henri Calef
- 1947 : Le silence est d'or de René Clair
- 1947 : Les Trois Cousines de Jacques Daniel-Norman
- 1948 : Clochemerle de Pierre Chenal
- 1948 : Émile l'Africain de Robert Vernay
- 1948 : Éternel Conflit de Georges Lampin
- 1948 : Le Mannequin assassiné de Pierre de Hérain
- 1948 : Par la fenêtre de Gilles Grangier
- 1948 : Route sans issue de Jean Stelli
- 1948 : Le Dolmen tragique de Léon Mathot
- 1948 : Rocambole de Jacques de Baroncelli (1re époque)
- 1948 : La Revanche de Baccarat de Jacques de Baroncelli (2e époque)
- 1949 : Les Amants de Vérone de André Cayatte
- 1949 : La vie est un rêve de Jacques Séverac
- 1949 : Le Sorcier du ciel de Marcel Blistène
- 1949 : La Bataille du feu ou Les Joyeux conscrits de Maurice de Canonge
- 1949 : L'Ange rougede Jacques Daniel-Norman
- 1949 : Occupe-toi d'Amélie de Claude Autant-Lara
- 1949 : La Danseuse de Marrakech de Léon Mathot
- 1949 : Le Martyr de Bougival de Jean Loubignac
- 1950 : Véronique de Robert Vernay
- 1950 : Plus de vacances pour le Bon Dieu de Robert Vernay
- 1950 : Sans tambour ni trompette de Roger Blanc
- 1950 : Le Gang des tractions-arrière de Jean Loubignac
- 1950 : Minne, l'ingénue libertine de Jacqueline Audry
- 1950 : Ce bon monsieur Durand - court métrage - de Charles-Félix Tavano
- 1950 : Pipe, le chien - court métrage - d'Henri Verneuil
- 1951 : Clara de Montargis d'Henri Decoin
- 1951 : La Belle Image de Claude Heymann
- 1951 : Bouquet de joie de Maurice Cam
- 1951 : Le Passage de Vénus de Maurice Gleize
- 1952 : Le Chevalier sans loi (Le aventure di Mandrin) de Mario Soldati
- 1952 : La Demoiselle et son revenant de Marc Allégret
- 1952 : Monsieur Leguignon lampiste de Maurice Labro
- 1953 : Deux de l'escadrille de Maurice Labro
- 1953 : Quitte ou double de Robert Vernay
- 1953 : Tambour battant de Georges Combret
- 1953 : La Caraque blonde de Jacqueline Audry
- 1954 : Mourez, nous ferons le reste de Christian Stengel
- 1954 : Piédalu député de Jean Loubignac
- 1955 : Razzia sur la chnouf d'Henri Decoin
- 1955 : L'Affaire des poisons d'Henri Decoin
- 1956 : Don Juan de John Berry
- 1956 : Ces sacrées vacances de Robert Vernay
- 1957 : Le Feu aux poudres d'Henri Decoin
- 1957 : Quelle sacrée soirée ou Nuit blanche et rouge à lèvres de Robert Vernay
- 1957 : Miss catastrophe de Dimitri Kirsanoff
- 1957 : Tahiti ou la Joie de vivre de Bernard Borderie
- 1957 : Sénéchal le magnifique de Jean Boyer
- 1958 : Trois jours à vivre de Gilles Grangier
- 1958 : Ni vu ni connu d'Yves Robert
- 1958 : Les Tricheurs de Marcel Carné
- 1959 : L'Increvable de Jean Boyer
- 1959 : Nuits de Pigalle de Georges Jaffé
- 1960 : Tête folle de Robert Vernay
- 1962 : Un chien dans un jeu de quilles de Fabien Collin
- 1962 : Le Diable et les Dix Commandements de Julien Duvivier - dans le sketch « Tes père et mère honoreras »
- 1962 : Sherlock Holmes et le Collier de la mort (Sherlock Holmes und das halsband des todes)  de Terence Fisher et Frank Winterstein
- 1963 : Le Secret de Joselito (El secreto de Tomy) d'Antonio del Amo
- 1963 : La Foire aux cancres de Louis Daquin
- 1963 : Maigret voit rouge de Gilles Grangier
- 1966 : Paris brûle-t-il ? de René Clément
- 1967 : Lagardère de Jean-Pierre Decourt - Version écourtée pour le cinéma du feuilleton télévisé -
- 1968 : Béru et ces dames de Guy Lefranc
- 1968 : La Mort de Joe l'indien (Moartea lui Joe Indianul)  de Mihai Iacob et Wolfgang Liebeneiner
- 1969 : L'Homme aux chats, court métrage d'Henri Glaeser
- 1970 : Et qu'ça saute ! de Guy Lefranc
- 1971 : Sur un arbre perché de Serge Korber
- 1975 : La Bête de Walerian Borowczyk
- 1976 : Un mari, c'est un mari de Serge Friedman
- 1979 : Le Temps des vacances de Claude Vital

### Télévision
- 1964 : Le Théâtre de la jeunesse : David Copperfield de Marcel Cravenne
- 1967 : Lagardère de Jean-Pierre Decourt
- 1969 : Les Aventures de Tom Sawyer (de) de Wolfgang Liebeneiner
- 1972 : L'Homme qui revient de loin, feuilleton de Michel Wyn
- 1973 : Le Jeune Fabre, feuilleton de Cécile Aubry
- 1976 : La Poupée sanglante, feuilleton télévisé de Marcel Cravenne
- 1977 : Les Cinq Dernières Minutes : Châteaux en campagne de Guy Lessertisseur : Monsieur Charles
- 1978 : Messieurs les ronds-de-cuir de Daniel Ceccaldi

- Au théâtre ce soir : 
  - 1967 : Treize à table de Marc-Gilbert Sauvajon, mise en scène de l'auteur, réalisation Pierre Sabbagh, Théâtre Marigny
  - 1969 : Les Enfants d'Édouard de Marc-Gilbert Sauvajon d'après Frederic Jackson et Roland Bottomley, mise en scène Jean-Paul Cisife, réalisation Pierre Sabbagh, Théâtre Marigny
  - 1970 :  Doris de Marcel Thiébaut, mise en scène Jacques-Henri Duval, réalisation Pierre Sabbagh, Théâtre Marigny
  - 1975 : Au théâtre ce soir : Dix minutes d'alibi d'Anthony Armstrong, mise en scène Jacques Ardouin, réalisation Pierre Sabbagh, Théâtre Édouard VII
  - 1975 :  Trésor-party de Bernard Régnier, d'après le roman Valeurs en coffre (Money in the Bank (en)) publié en 1946 par P. G. Wodehouse, mise en scène Jacques Ardouin, réalisation Pierre Sabbagh, Théâtre Édouard VII
  - 1975 :  Demandez Vicky de Marc-Gilbert Sauvajon, mise en scène Jacques-Henri Duval, réalisation Pierre Sabbagh, Théâtre Édouard VII
  - 1978 :  Vous ne l'emporterez pas avec vous de Moss Hart et George Kaufman, mise en scène Jean-Luc Moreau, réalisation Pierre Sabbagh, Théâtre Marigny
  - 1979 :  Les Petites Têtes de Max Régnier d'après André Gillois, mise en scène Michel Roux, réalisation Pierre Sabbagh, Théâtre Marigny

## Théâtre

### Comédien
- 1931 : Bluff de Georges Delance, Théâtre des Variétés
- 1933 : L'Affaire de la rue Royale de Max Maurey et Jean Guitton, Théâtre de l'Athénée
- 1934 : Mon crime de Georges Berr et Louis Verneuil, Théâtre des Variétés
- 1934: Les jeux sont faits d'Andrée Méry, Théâtre de la Potinière
- 1936: Le Guéridon Empire de Rip, Comédie des Champs-Élysées
- 1939: Les Jours heureux de Claude-André Puget, mise en scène Jean Wall, Théâtre de Paris
- 1942 : Trois… Six… Neuf… de Michel Duran, mise en scène Roland Armontel, Théâtre de Paris
- 1943 : Voulez-vous jouer avec moâ ? de Marcel Achard, mise en scène Pierre Brasseur, Théâtre des Bouffes-Parisiens
- 1947 : Messieurs, Mon mari d'Eddy Ghilain, Théâtre de Paris
- 1950 : Il faut marier maman comédie musicale de Marc-Cab et Serge Veber, musique Guy Lafarge, mise en scène Pierre Dux, Théâtre de Paris
- 1954 : Ombre chère de Jacques Deval, mise en scène de l'auteur, Théâtre des Célestins
- 1955 : Nekrassov de Jean-Paul Sartre, mise en scène de Jean Meyer, Théâtre Antoine
- 1956 : Le Petit Arpent du bon Dieu d'Erskine Caldwell, mise en scène José Quaglio, Théâtre de l'Ambigu
- 1958 : La Bonne Soupe de Félicien Marceau, mise en scène André Barsacq, Théâtre du Gymnase
- 1961 : Le 10e Homme de Paddy Chayefsky, mise en scène Raymond Gérôme, Théâtre du Gymnase
- 1965 : Deux anges sont venus de Roger Pierre et Jean-Marc Thibault d'après Albert Husson, mise en scène Pierre Mondy, Théâtre de Paris
- 1967 : Demandez Vicky de Marc-Gilbert Sauvajon, mise en scène Jacques-Henri Duval, Théâtre des Nouveautés
- 1979 : Les petites têtes, mise en scène Michel Roux

### Metteur en scène
- 1942 : Trois… Six… Neuf… de Michel Duran, Théâtre de Paris
- 1943 : Le Monsieur de cinq heures de Pierre Veber et Maurice Hennequin, Théâtre de Paris
- 1953 : Une femme par jour de Jean Boyer, musique Georges Van Parys, Théâtre de Paris